# Hilligsøe, Køedt & Co.
Hilligsøe, Køedt & Co. var en dansk virksomhed af grosserere, manufakturhandel og fabrikation. Firmaet drev Varehuset Messen (en) på Købmagergade 42 i København, som også var dets hovedkontor.
Virksomheden blev grundlagt i 1875 af August Hilligsøe (død 1896), P.A. Paulsen (død 1901) og Andreas Peschcke Køedt (1845-1929). 1880 oprettedes detailforretningen "Messen" (firmanavn: Messen, Hilligsøe, Køedt & Co.), som i 1895 fik en stor bygning tegnet af Emil Blichfeldt kronet af en Merkur-statue udført af Julius Schultz. Bygningen blev senere nyindrettet af Henning Ortmann.
I 1923 indtrådte Aage Wagner Smitt (1883-1956) som medindehaver af firmaet; fra 1929-44 var sidstnævnte eneindehaver; i 1944 optog han Axel Thomsen (25. juli 1894 – ?) og sønnen Svend Wagner Smitt (21. april 1915 – ?, bror til Arne Wagner Smitt) som medindehavere.
Varehuset (og firmaet?) lukkede i 1971. Niels Brock er senere rykket ind i bygningen og har bl.a. ændret vinduerne.